# Lagune Tagba
La lagune Tagba, aussi appelée lagune de Grand-Lahou, située à l'ouest de la Côte d'Ivoire, est une lagune d'une superficie de 190 km2, qui s’étend sur une longueur de 50 km. Elle comprend une suite de quatre lagunes de petites tailles, et se jette dans l'océan Atlantique, près de Grand-Lahou, à l'embouchure du fleuve Bandama.
Elle communique vers la lagune Ebrié par le canal d'Asagni.
Elle comprend une île en son centre, l'île Avikam, qui serait la plus grande d'Afrique de l'Ouest.